# 1914 en France
Chronologie de la France
- 1910
- 1911
- 1912
- 1913
- 1914
- 1915
- 1916
- 1917
- 1918

Cette page concerne l'année 1914 du calendrier grégorien.

## Événements

### Janvier
- 10 janvier : dans la Semaine religieuse, le cardinal Amette, archevêque de Paris, condamne le tango, danse « lascive et offensante pour la morale ». « Les personnes chrétiennes ne doivent, en conscience, y prendre part »[1].
- 13 janvier : Aristide Briand et Louis Barthou fondent la Fédération des gauches, pour soutenir la loi des Trois ans[2].
- 21 janvier : le journaliste Paul Birault révèle dans L’Éclair le canular du centenaire d'Hégésippe Simon, précurseur, avec les noms des personnalités qui ont cru à la supercherie[3].

### Février
- 12 février : émission d’un nouveau prêt français à la Russie (500 millions de francs par an pendant 5 ans) pour le développement des chemins de fer stratégiques de l’Ouest[4].
- 25 février :
  - loi instituant la Caisse de retraite autonome des ouvriers mineurs[5].
  - le sénat vote contre le projet d'impôt sur le revenu présenté par Joseph Caillaux[6].
- 27 février : la chanson Avec Bidasse est interprétée par Bach, sur un texte de Louis Bousquet, et une musique d'Henry Mailfait sur la scène du Gaumont-Palace du 27 février au 5 mars ou à L'Eldorado du 19 mars au 24 avril[7].

### Mars
- 1er mars-30 avril : salon des indépendants à Paris[8].

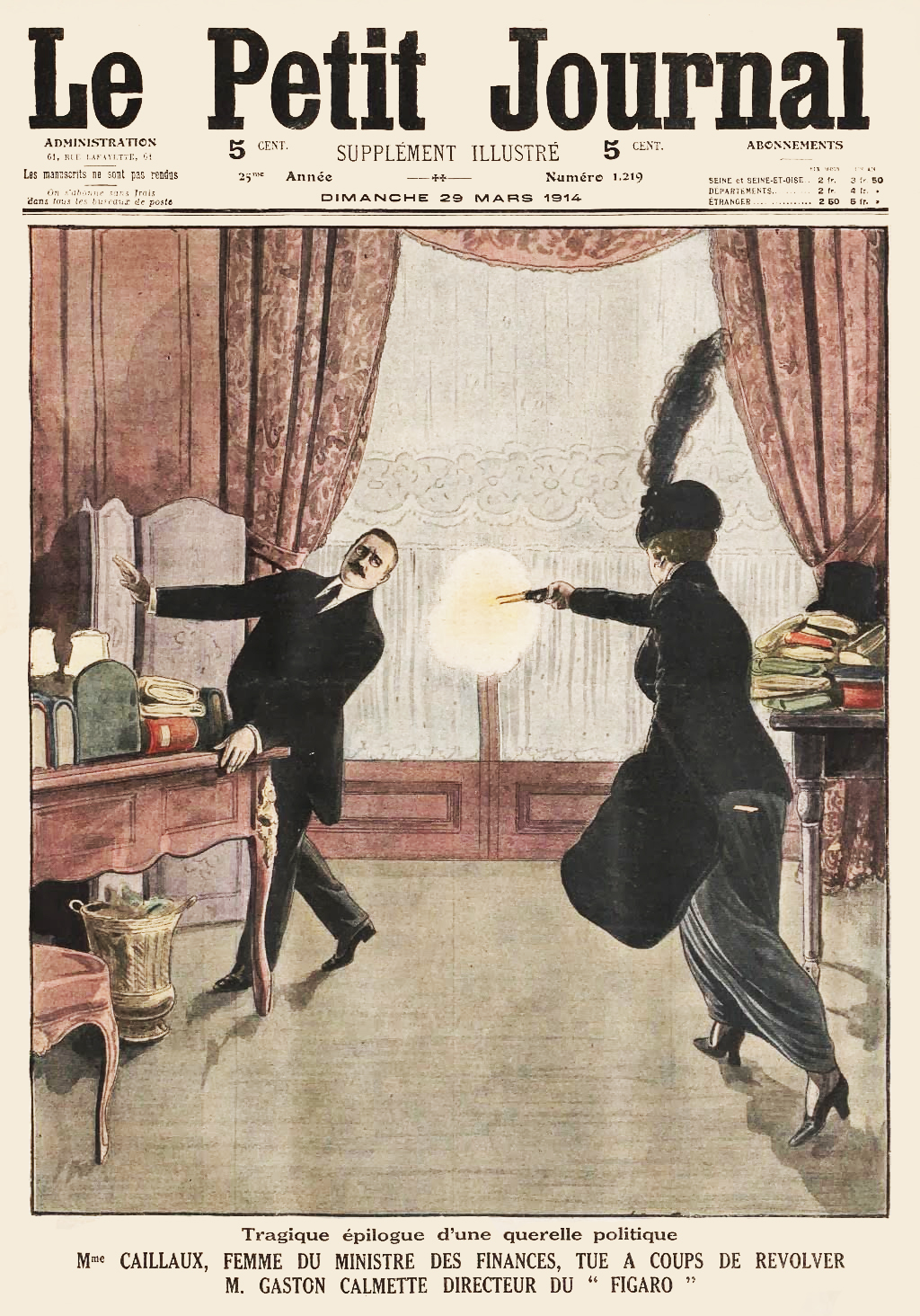
L'affaire Caillaux à la une dans Le Petit Journal, 29 mars 1914.

- 16 mars : à Paris, Henriette Caillaux assassine Gaston Calmette, le directeur du Figaro, qui avait mené une campagne de diffamation contre son mari, le ministre des finances Joseph Caillaux, qui quitte ses fonctions le 17 mars[6].
- 19 mars : Quand Madelon... est lancée à L'Eldorado par le chanteur Bach, sur une musique de Camille Robert et des paroles de Louis Bousquet[9].
- 28 et 29 mars : arrestation de la bande du losange, des malfaiteurs qui pillaient le cimetière du Père-Lachaise[10].
- 29 mars : réforme de la contribution foncière qui cesse d'être un impôt de répartition et dont l'assiette repose désormais sur un taux, un tarif et des évaluations révisés tous les 20 ans. L'impôt foncier des propriétés bâties et des propriétés non bâties et l'impôt sur le revenu des valeurs mobilières sont incorporées dans le nouveau système[11].

### Avril
- 26 avril - 10 mai : victoire de la gauche (radicaux et socialistes) aux élections législatives[2] après une campagne contre la « folie des armements »[12].

### Mai
- 1er mai-1er novembre : exposition internationale urbaine de Lyon[13].
- 10 mai : le Sénégalais Blaise Diagne devient le premier député Africain à la Chambre des députés[14].
- 23 mai : les trois groupes de gauche, soit plus de 300 députés, votent une motion refusant de soutenir tout gouvernement qui n'abrogerait pas la loi des trois ans[6].

### Juin
- 9 juin : Alexandre Ribot président du Conseil forme un gouvernement qui est renversé par la gauche le jour même de sa présentation[15].
- 13 juin : René Viviani président du Conseil, forme le gouvernement[15].
- 15 juin : un violent orage fait de nombreux dégâts à Paris, 11 morts et plusieurs blessés[16].
- 28 juin : assassinat à Sarajevo de l’archiduc François-Ferdinand, héritier du trône d’Autriche-Hongrie et de sa femme Sophie par le nationaliste serbe de Bosnie-Herzégovine Gavrilo Princip, membre de la société secrète de la « Main noire ». Début d’une crise diplomatique qui conduit à la Première Guerre mondiale [17].
- 30 juin: Fermeture de la Manufacture de toiles peintes Japuis, à Claye-Souilly[18].

### Juillet

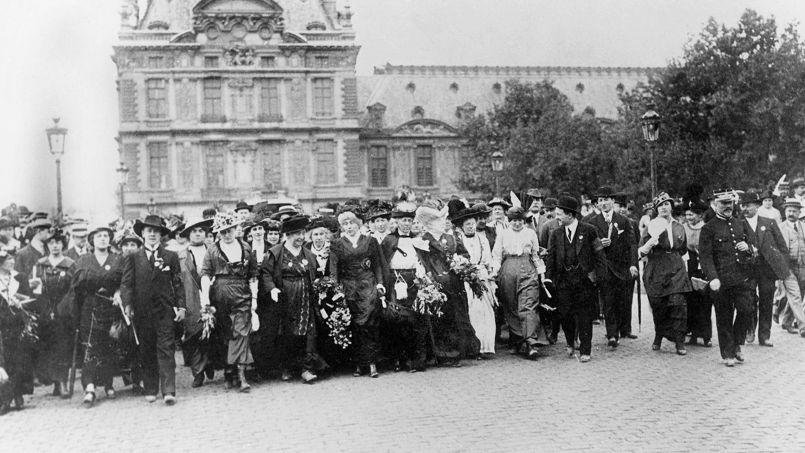
Manifestation suffragiste à Paris, 5 juillet 1914.

- 5 juillet : une manifestation réunit à l'initiative de Séverine l'ensemble des mouvements féministes des Tuileries à l'Institut devant la statue de Condorcet à Paris pour réclamer le suffrage des femmes[19].
- 12 juillet : Maurice Barrès devient président de la Ligue des patriotes. Il publie une chronique quotidienne de la guerre dans L'Écho de Paris, véritable « ministère de la Parole »[20].
- 15 juillet : vote de la loi de finances instaurant l'impôt sur le revenu des personnes physiques, préparée par Joseph Caillaux avant sa démission[2]. Le sénat réticent au projet adopté par la chambre des députés en 1909, y ajoute des déductions fiscales pour les familles avec enfants (ancêtre du quotient familial)[21]. Ce nouvel impôt doit augmenter les ressources fiscales de près de 10 %.
- 20-23 juillet : visite du président de la république française Raymond Poincaré et du président du conseil René Viviani en Russie. Partis du Havre le 16 juillet, ils sont à Saint-Pétersbourg le 20. Retour à Dunkerque le 29 juillet[22]. Ils confirment au gouvernement russe, dans les entretiens de Pétersbourg (21-23 juillet), leur intention d'exécuter « toutes les obligations imposées par l'alliance »[23].
- 27 juillet : l'Union des Syndicats de la Seine organise des manifestations contre la guerre sur les grands boulevards à Paris[24].
- 28 juillet : Henriette Caillaux est acquittée à la suite d’un procès retentissant[6].
- 30 juillet : un décret ministériel met en place la clause de sauvegarde des caisses d'épargne ; les remboursements des caisses d'épargne sont sévèrement limités ; la mesure est étendue le 1er août aux dépôts et comptes courants dans les banques[25].

- 31 juillet :

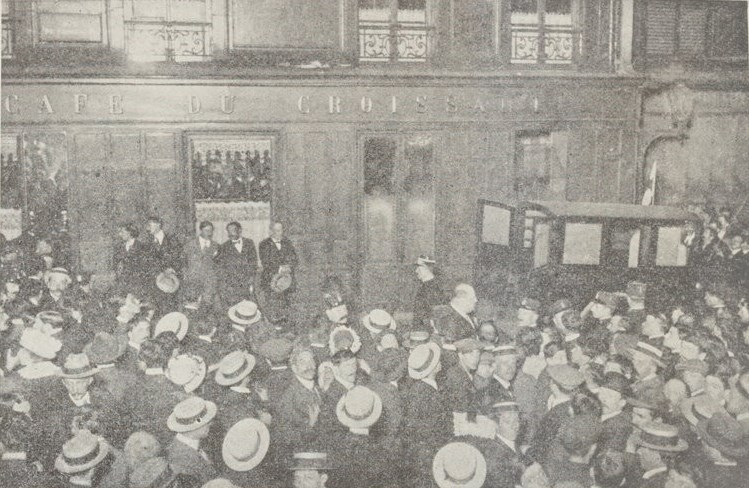
Assassinat de Jean Jaurès. Le Café du Croissant avec l'ambulance qui va transporter la victime.

  - le dirigeant socialiste français Jean Jaurès, favorable à la paix, est assassiné par Raoul Villain[26]. Les pacifistes perdent leur leader.
  - décret portant prohibition de sortie et de réexportation en suite d'entrepôt, de dépôt, de transit, de transbordement et d'admission temporaire de certains produits et objets. Les droits de douane sont suspendus par une série de décrets pour de nombreux produits dont la prohibition de sortie est instituée[27].

### Août
- 1er août :

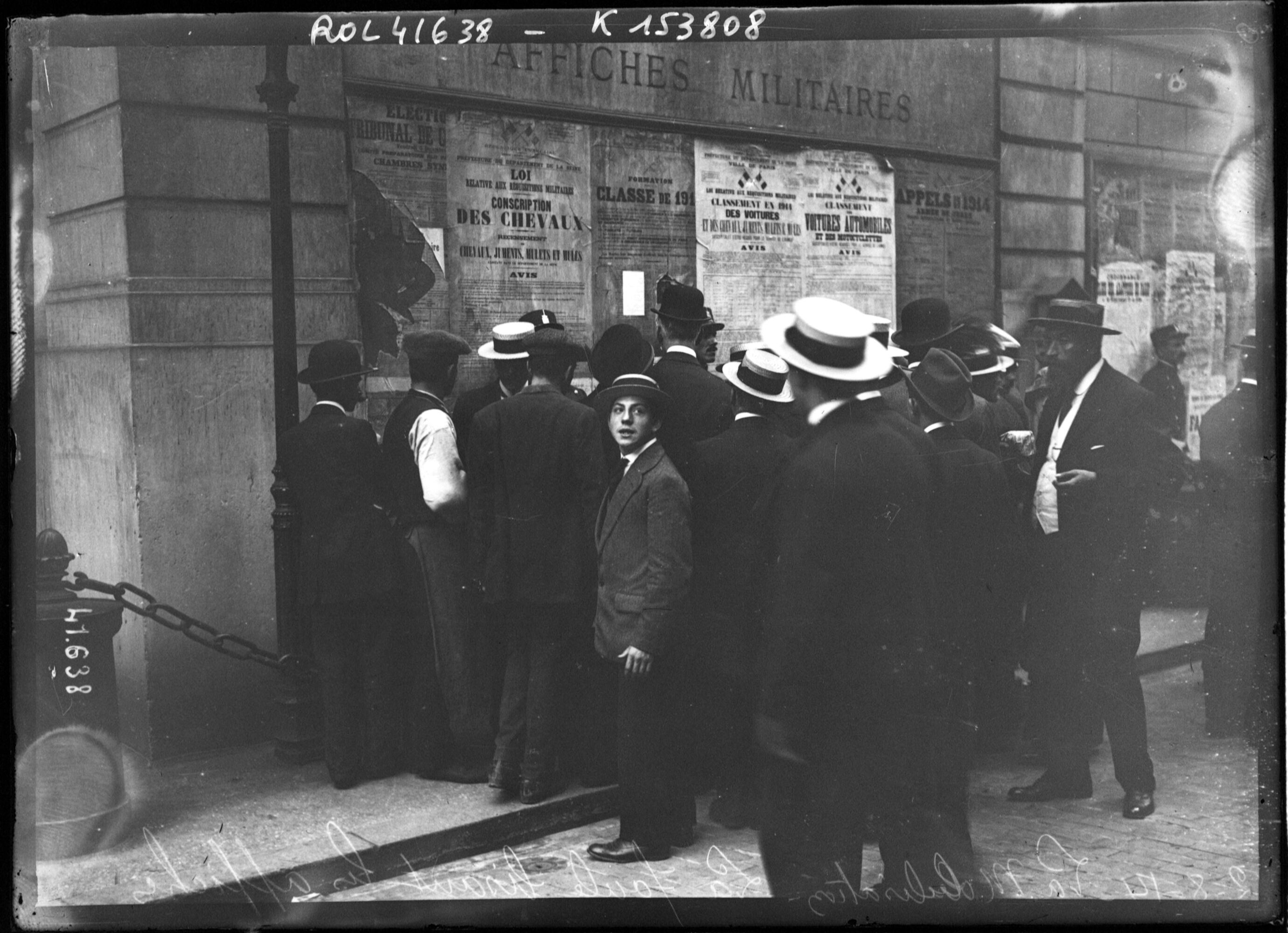
Foule lisant les affiches de mobilisation à Paris, 2 août 1914.

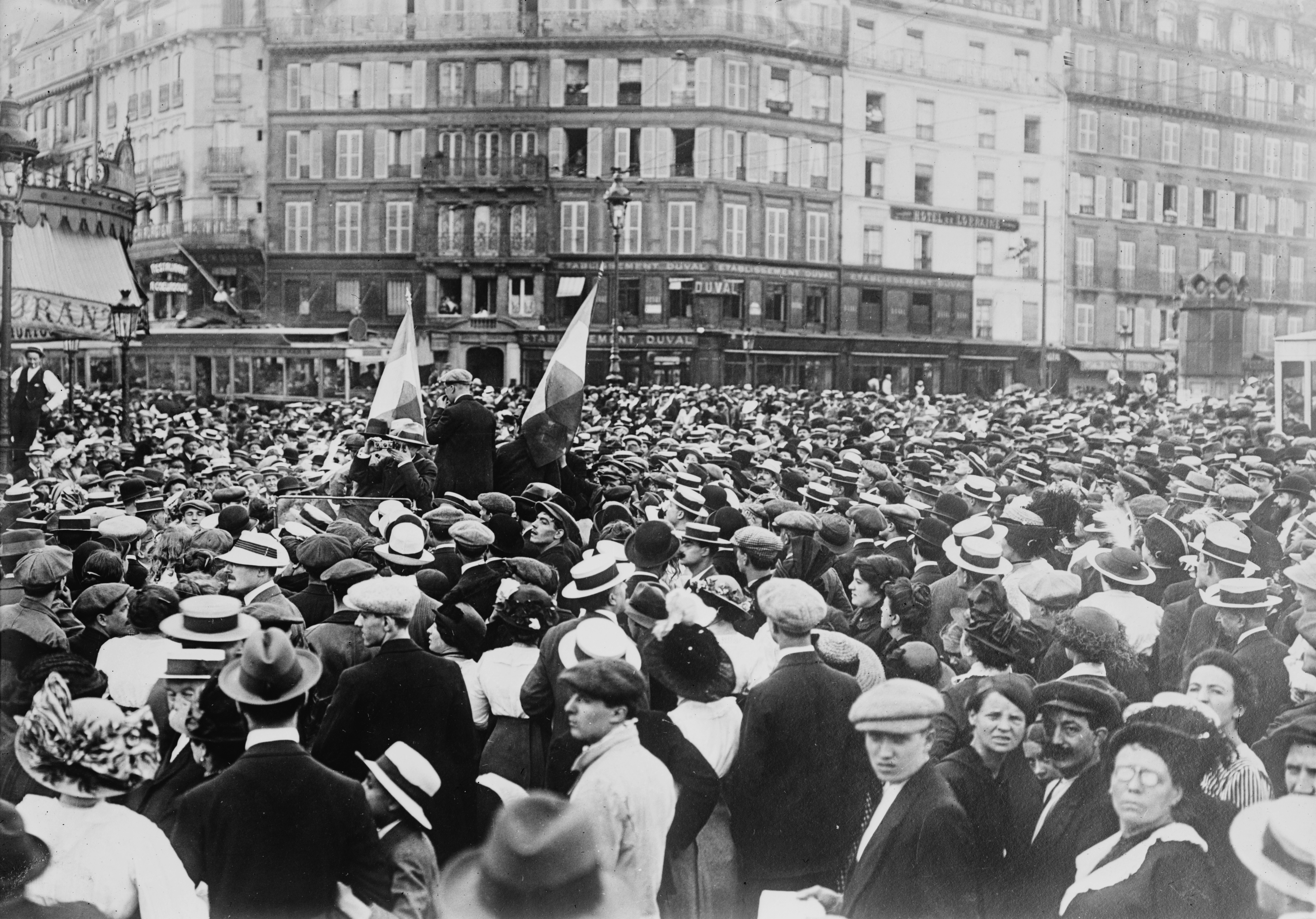
Départ des réservistes à la gare de l'Est.

  - ordre de mobilisation générale fixant le premier jour de la mobilisation au 2 août[26].
  - les sujets autrichiens et allemands résidant en France sont envoyés en camps de concentration ; leurs biens existant en France sont mis sous séquestre[28].
- 2 août :
  - décret qui proclame l'état de siège sur le territoire continental de la France et l'Algérie[29].
  - à Nice, les hôtels (le Grand-Hôtel, L’Hermitage, le Majestic, le Régina) sont réquisitionnés et transformés en hôpitaux[30].
- 3 août : 
  - l’Allemagne déclare la guerre à la France[26].
  - premier bombardement aérien de la guerre sur Lunéville[31].
  - décret relatif aux franchises postales accordées aux militaires et marins mobilisés[32].

- 4 août : 
  - invasion allemande de la Belgique conformément au plan Schlieffen-Moltke[33].
  - le président français Raymond Poincaré appelle à l’Union sacrée à la chambre et au Sénat qui accordent au gouvernement les pleins pouvoirs pour la conduite de la guerre et vote les crédits de guerre à l’unanimité[34].
  - discours de Léon Jouhaux lors des obsèques de Jaurès ; le secrétaire général de la CGT, réformiste, se rallie à l'Union Sacrée[5].
- 5 - 16 août : bataille de Liège[35].

- 5 août :

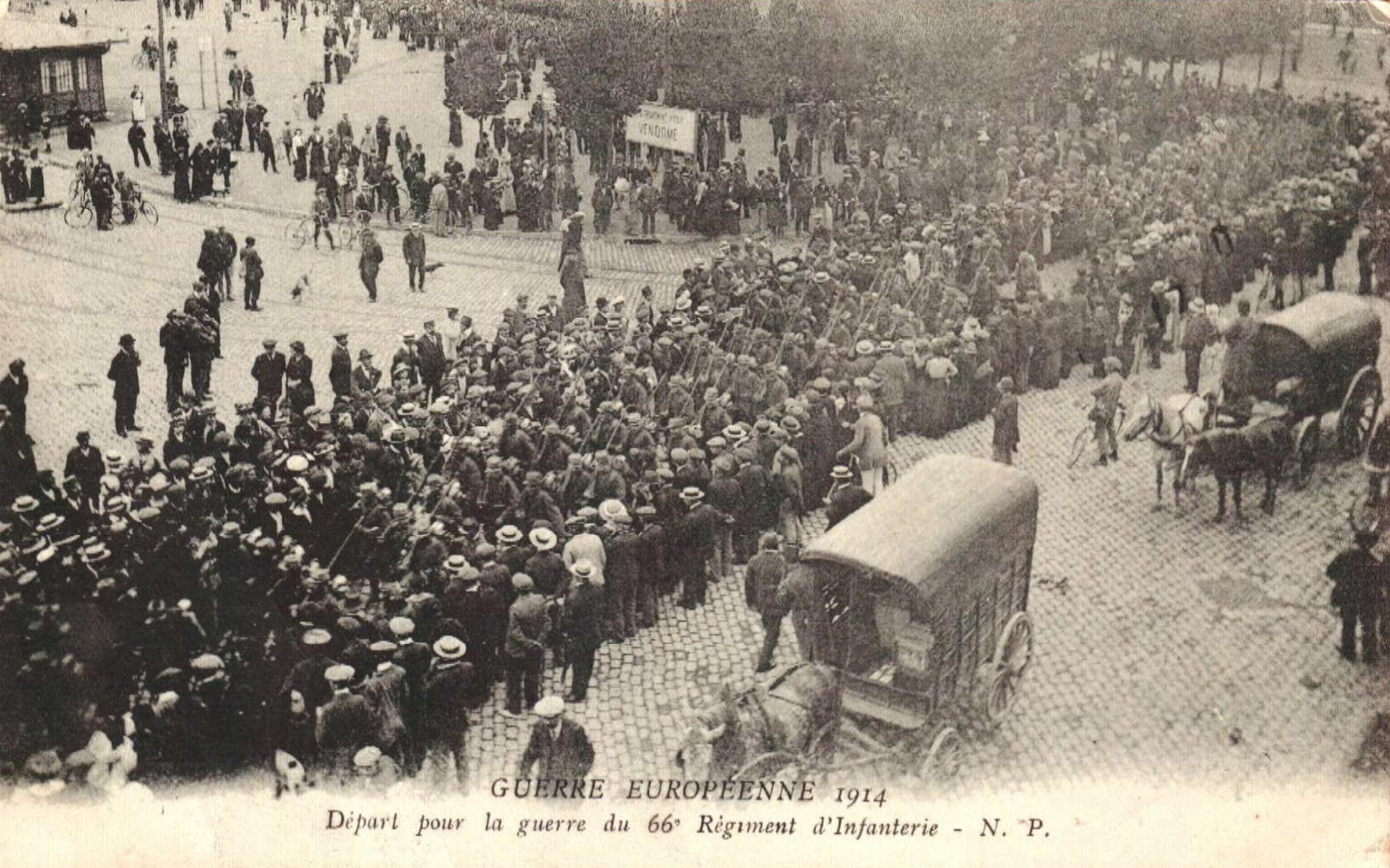
Départ de la garnison de Tours du 66e régiment d'infanterie le 5 août 1914.

  - « loi sur les indiscrétions de la presse en temps de guerre » instaurant une censure préventive[29].
  - loi qui porte de 6,8  à   12 milliards de francs la faculté d'émission de la Banque de France, proclame le cours forcé du billet et instaure, de facto, la non-convertibilité du franc[32].
- 8 août : les troupes françaises entrent à Mulhouse, qui retombe aux mains des Allemands deux jours plus tard[35].
- 11 août : la France déclare la guerre à l’Autriche-Hongrie[36].
- 11 - 25 août : bataille des Frontières. Échec de l’offensive française le long des frontières franco-belge et franco-allemande[37].
- 14 août :
  - décret instituant le moratoire des loyers destiné à protéger les locataires touchés par la guerre et déclarant ne pas pouvoir faire face à leurs obligations[25].
  - début de l’offensive française en Lorraine[35].
- 16 août : prise de Liège par les Allemands[35]. Les troupes britanniques débarquent en France[37].
- 19 août : bataille de Dornach. Les troupes françaises entrent une seconde fois à Mulhouse[35].

- 20 août :

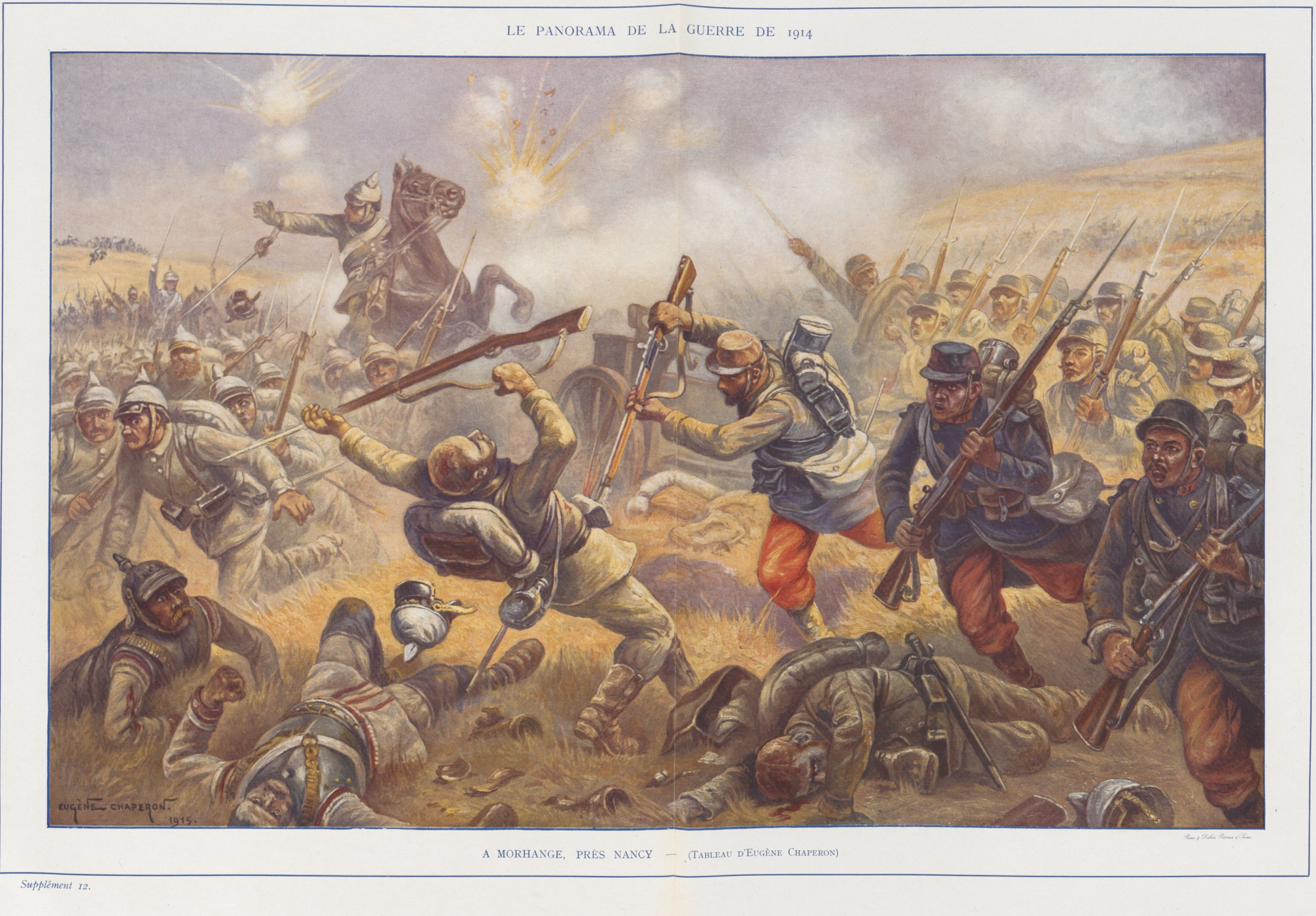
Tableau de propagande représentant la bataille de Morhange du 20 août 1914.

  - défaite française à la bataille de Morhange[35]. Échec de la percée française en Lorraine. Les IIIe et IVe armées se replient derrière la Meuse[37].
  - les troupes allemandes entrent dans Bruxelles[35].
- 21 août : début de la bataille de Charleroi[37].
- 21 - 23 août : la France perd la bataille des frontières. Le 22 août est le deuxième jour le plus meurtrier[38] de l’histoire de France (20 543 morts), après le 25 septembre 1915 (22 591 morts environ)[39].
- 23 août : 
  - défaite française à la bataille de Charleroi[35]. La France perd la bataille des Frontières. Retraite de la Marne (23-30 août[37]).
  - capitulation de Namur[37]. L’armée belge se replie sur Anvers.
  - victoire britannique à la bataille de Mons[40].
- 24 août : le sénateur de la Seine Auguste Gervais publie dans le Matin un article à propos de la défaillance des soldats provençaux du XVe corps, lors de l'offensive en Lorraine ; malgré le démenti du gouvernement, l'affaire discrédite les soldats méridionaux[41].
- 24-26 août : victoire défensive française à la bataille de la trouée de Charmes[35].
- 25 août : repli des Alliés sur le Grand Couronné de Nancy. Joffre ordonne la retraite sur l’Aisne et la Somme. Création de la VIe armée française[37].
- 26 août : 
  - démission du gouvernement Viviani qui forme un ministère de Défense nationale[15]. L'Union sacrée se concrétise[2], les socialistes entrent au gouvernement (Delcassé aux affaires étrangères et Millerand à la Guerre).
  - retraite réussie des Alliés à la bataille du Cateau[42].
- 31 août : les Allemands arrivent à Compiègne[35].

### Septembre
- 1er septembre : Combat de Néry (de)[43].
- 1er-2 septembre : les troupes franco-britanniques franchissent la Marne[35].
- 2 septembre : 
  - les Allemands entrent à Senlis.
  - Combat de Mortefontaine qui est considéré comme le combat le plus proche de Paris et le « point extrême de l'avance ennemie »[44].
  - Le gouvernement français quitte Paris menacée par l’avancée allemande et s’installe à Bordeaux laissant la capitale sous le gouvernement militaire du général Gallieni[35].
- 4 septembre : 
  - l'armée allemande occupe Reims[35].
  - victoire française à la bataille du Grand-Couronné (fin le 13 septembre)[45].
  - pacte de Londres. La Triple-Entente s’engage à ne pas conclure de paix séparée[46].
- 6 septembre : décret instituant les « conseils de guerre spéciaux aux armées » qui sont composés de trois membres habilités à juger sans délai et sans possibilité de recours pour le condamné[29].
- 6-12 septembre : première bataille de la Marne ; Joseph Gallieni réquisitionne 630 taxis parisiens pour le transport de 4 000 hommes. Les Français (Joffre) contiennent l’avancée allemande. Les Allemands (von Klück et von Bülow) reculent jusqu’à l’Aisne. Le 12 septembre, les troupes françaises entrent à Reims et Joffre proclame la victoire[47].
- 8 septembre : Maubeuge capitule devant les Allemands[35].
- 13 septembre : décret sur la première émission des bons de la défense nationale (4 %), à compter de cette date le Trésor émet de manière permanente et sans plafonnement des bons auprès du grand public[32].
- 13 - 28 septembre : bataille de l’Aisne[48].
- 16 septembre : un commando allemand est stoppé par la gendarmerie à Gournay lors du combat de la Rougemare en Normandie[49].
- 17 septembre - fin novembre : « course à la mer » entre les armées allemande, française et britannique[37]. Les Allemands cherchent à atteindre Dunkerque, Boulogne et Calais.

- 19 septembre :

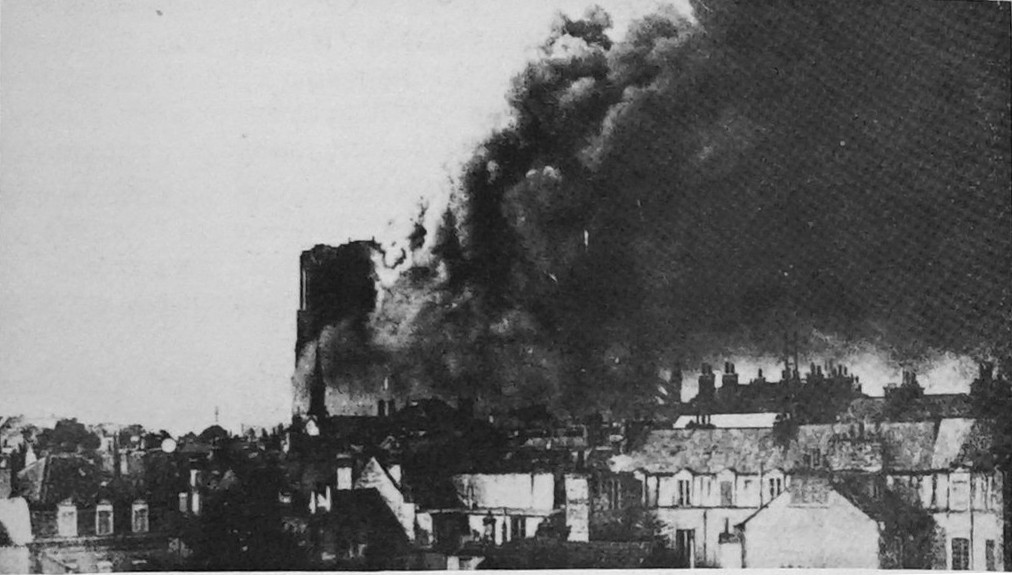
La cathédrale de Reims en flammes.

  - incendie de la cathédrale de Reims, bombardée par les Allemands[50].
  - circulaire du ministre de la guerre Alexandre Millerand relative à la censure de la presse par les commandants de région militaire[23].
- 22 septembre :
  - Alain-Fournier est tué au combat à Saint-Remy-la-Calonne[23].
  - Romain Rolland publie en Suisse dans le Journal de Genève « Au-dessus de la mêlée »][23].
- 28 septembre - 10 octobre : siège d’Anvers par les Allemands[51].

### Octobre
- 1er-4 octobre : bataille indécise d’Arras (première bataille de l’Artois). Lens est prise par les Allemands[52].
- 5 octobre : premier duel aérien de la guerre à se terminer par la victoire d'un des adversaires, près de Reims. Un biplace Aviatik allemand est abattu à la mitrailleuse par les Français Joseph Frantz et Louis Quenault[53].
- 12 octobre : prise de Lille[23].

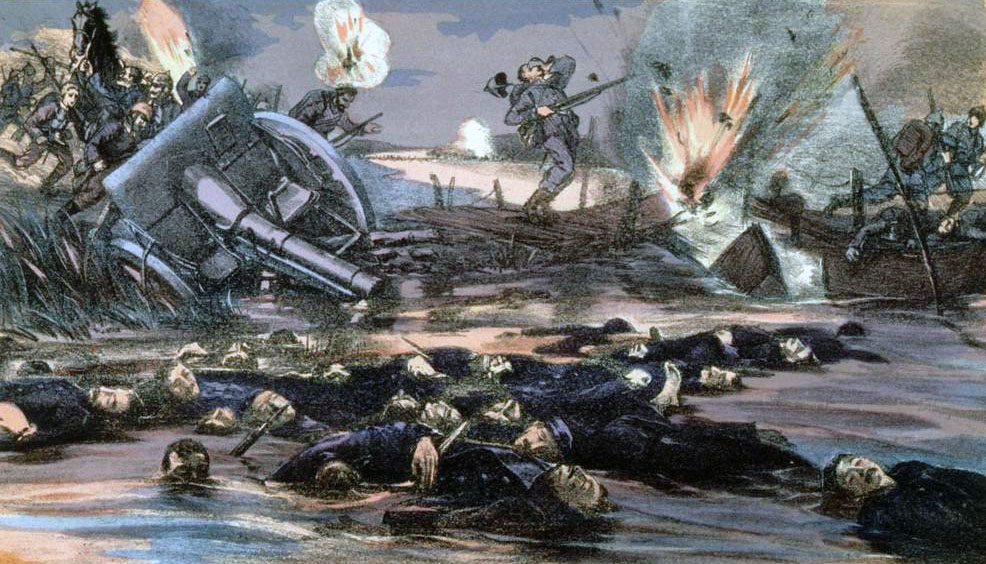
La bataille de l'Yser.

- 18 octobre : début de la bataille de l'Yser ; l’offensive allemande est suspendue le 26[51]. Le 30, les Belges ouvrent les digues de Nieuport et la plaine de l’Yser est inondée. Ouverture du front de l'Yser[54].

### Novembre
- 5 novembre : les Alliés déclarent la guerre à l’Empire ottoman[55].

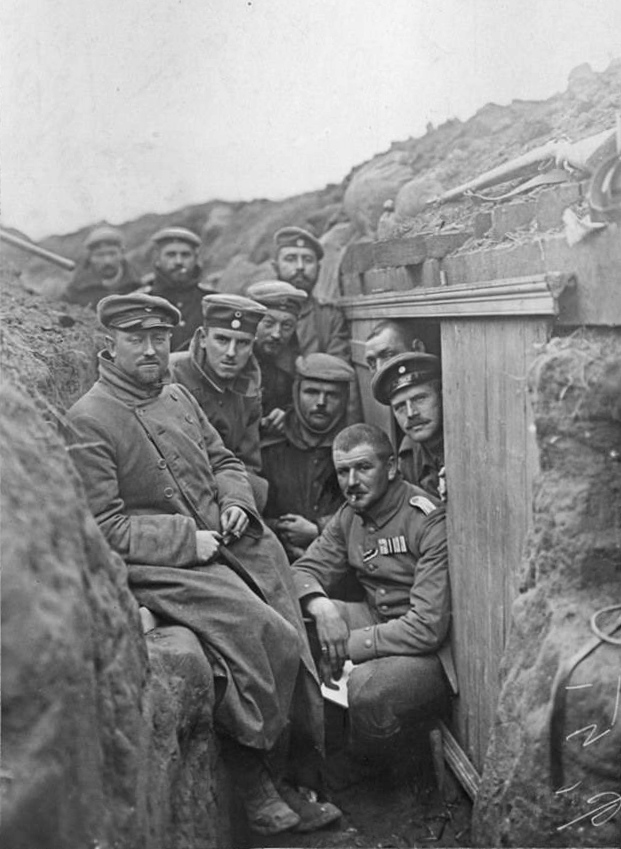
Soldats allemands à Ypres.

- 15 novembre, mêlée des Flandres : victoire des armées françaises, britanniques et belge autour d’Ypres et de Dixmude. Les Allemands doivent renoncer à atteindre la mer[56]. Stabilisation du front sur 750 km de la mer du Nord à la Suisse. Fin de la guerre de mouvement et passage à la guerre de tranchées[57].

### Décembre
- 4 décembre : exécution des six martyrs de Vingré, fusillés pour l'exemple après une parodie de jugement du conseil de guerre, puis réhabilités en 1921[58].
- 8-9 décembre : le gouvernement français quitte Bordeaux pour rentrer à Paris[59].
- 13 décembre : consécration de la France au Cœur immaculé de Marie[2].
- 20 décembre : la IVe armée française lance l’offensive en Champagne[37].
- 22 décembre : session extraordinaire du Parlement[59]. René Viviani réaffirme l'Union sacrée et affirme les buts de guerre de la France : restauration de la souveraineté de la Belgique, retour de l'Alsace-Lorraine, droit à réparation pour les préjudices subis[23].
- 23 décembre : la Chambre vote l'ajournement des élections jusqu'à la fin des hostilités[23].

## Naissances en 1914
- 4 janvier : Jean-Pierre Vernant, historien et anthropologue français († 9 janvier 2007).
- 5 janvier : Nicolas de Staël, peintre français († 16 mars 1955).
- 30 janvier : Luc-Marie Bayle, marin et artiste français († 11 octobre 2000).
- 19 février : Jacques Dufilho, acteur français († 28 août 2005).
- 27 février : Yvan Audouard, à Saïgon, journaliste et écrivain français († 21 mars 2004).
- 2 mars : Louis Chaillot, coureur cycliste français († 30 janvier 1998).
- 10 mars, Pierre Collet, acteur de cinéma français († 30 octobre 1977).
- 3 avril : Marie-Madeleine Dienesch, femme politique française, ancienne ministre († 8 janvier 1998).
- 4 avril : Marguerite Duras, romancière française († 3 mars 1996).
- 8 mai :
  - Maurice Aubert, géologue français († 8 décembre 2005).
  - Romain Gary, écrivain français († 2 décembre 1980).
- 11 mai : Haroun Tazieff, géologue et volcanologue français († 2 février 1998).
- 18 mai : Pierre Balmain, couturier français. († 29 juin 1982)
- 21 mai : Jean Vimenet, peintre français († 26 mai 1999).
- 9 juin : Jacques Fauvet, journaliste français († 1er juin 2002).
- 14 juin : Gisèle Casadesus, comédienne française.
- 5 juillet : Alain de Boissieu, militaire français, général d'armée, Compagnon de la Libération et gendre du général De Gaulle († 5 avril 2006).
- 31 juillet : Louis de Funès, acteur français († 27 janvier 1983).
- 26 août : Daniel Derveaux, écrivain français († 14 novembre 2010).
- 8 octobre : Jean-Toussaint Desanti, philosophe français († 20 janvier 2002).
- 25 novembre : Jacques Debary, acteur français († 9 décembre 2011).
- 30 décembre : Christine Gouze-Rénal, productrice de cinéma française. († 25 octobre 2002).

## Décès en 1914
- 17 janvier : Fernand Foureau, explorateur et géographe français (° 1850).
- 25 mars : Frédéric Mistral, poète français (° 1830).
- 9 mai : Paul Héroult, scientifique français (° 1863).
- 31 juillet : Jean Jaurès (assassiné), philosophe, historien et théoricien socialiste (° 1859).
- 5 septembre : Charles Péguy, écrivain français (° 1873).
- 6 septembre : Alfred Mayssonnié joueur international de rugby à XV au front
- 22 septembre ou 26 septembre[60] : Alain-Fournier, écrivain français (° 1886).
- 28 septembre : Jean Bouin, athlète français, au front (° 1888).
- 6 octobre : Albert de Mun, homme politique français, théoricien du corporatisme chrétien (° 1841).
- 1er décembre : François-Virgile Dubillard, cardinal français, archevêque de Chambéry (° 16 février 1845).